# Joe Seremane
Wetshotsile Joseph Seremane est un homme politique d'Afrique du Sud, né le 26 août 1938 à Randfontein, député de l'Alliance démocratique dont il est le secrétaire général et le porte-parole national depuis mars 2000. Il est candidat à la présidence du parti en 2007.

## De l'ANC à l'Alliance démocratique via le PAC
Joe Seremane grandit à Randfontein dans le Transvaal. Il devient enseignant à Bekkersdal mais il est ensuite interdit d'exercice à cause de son engagement politique contre la politique d'apartheid mené par le gouvernement sud-african. Il est alors membre de la Ligue de jeunesse du Congrès national africain avant de rejoindre le Congrès panafricain d'Azanie (Pan Africanist Congress of Azania - PAC). 
Il est ainsi condamné à cinq ans de prison pour ses activités au sein du PAC (organisation interdite) qu'il passe à Robben Island de 1963 à 1969, avant d'être assigné à résidence dans le bantoustan du Bophuthatswana. 
Il est par la suite encore détenu à plusieurs reprises pour son activisme en 1976-1978 et de 1982 à 1984. 
Il s'oriente par la suite vers un rôle de médiateur, notamment auprès du conseil sud-africain des églises. 
Il rejoint ensuite le parti démocratique en 1994 et est élu au conseil national des provinces en 1998 et au parlement en 1999. Il devient par la suite la principale figure non blanche de l'Alliance démocratique et membre prééminent de la direction nationale dont il devient le secrétaire général et le porte-parole national. 
Le 6 mai 2007, il est candidat pour succéder à Tony Leon à la direction du parti mais n'obtient que 65 voix face à Helen Zille, maire du Cap (786 voix) et Athol Trollip, chef de l'Alliance dans la province du Cap-Oriental, (228 voix).

## Sa famille
Son frère, Timothy, est un soldat de "Umkhonto weSizwe". Il est tué néanmoins par ses camarades sur ordre du commandement de l'ANC à Luanda, Angola, après avoir été accusé d'être un espion du gouvernement sud-africain. Son corps n'a jamais été retrouvé. 
En 1997, Joe Seremane demanda justice pour son frère devant la Commission vérité et réconciliation. Il n'obtint aucune information sur le lieu où était enterré son frère ni sur le nom des responsables de sa mort. Cette affaire reste une forte cause d'acrimonie entre lui et l'ANC. 